# Anglards-de-Saint-Flour
Anglards-de-Saint-Flour é uma comuna francesa na região administrativa de Auvérnia-Ródano-Alpes, no departamento de Cantal. Estende-se por uma área de 12,55 km². Em 2010 a comuna tinha 368 habitantes (densidade: 29,3 hab./km²).